# Hömel (Nümbrecht)

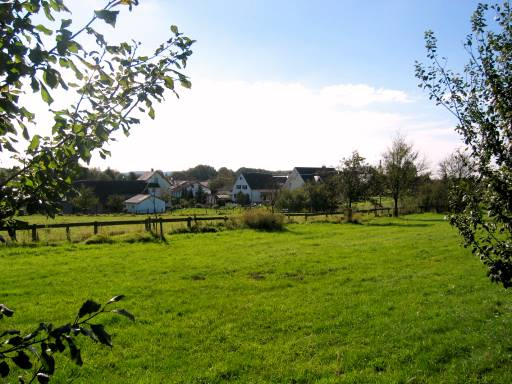
Ansicht von Hömel

Hömel ist ein Ortsteil von Nümbrecht im Oberbergischen Kreis im südlichen Nordrhein-Westfalen innerhalb des Regierungsbezirks Köln (Deutschland).

## Lage und Beschreibung
Der Ort liegt in Luftlinie rund 2,35 km südöstlich vom Ortszentrum von Nümbrecht entfernt.

## Geschichte
1396 wurde der Ort das erste Mal urkundlich erwähnt und zwar im „Fehdebrief der Lambert, Dederich und Goyde van Hoymel und andere mit der Stadt Köln“.
Die Schreibweise der Erstnennung war Hoymel.
In unmittelbarer Nähe von Hömel (r 95 000, h 50 420) wurde in den vergangenen Jahrhunderten in einer Pinge nach (mitteldevonischem) Kalkstein gegraben. Diese wird jetzt, wie das leider vielfach der Fall ist, als wilde Müllkippe benutzt (Grabert 1970).

## Freizeit

### Vereinswesen
- Haflinger-Freunde, Nümbrecht-Hömel, Rheinland e. V.
- Freiwillige Feuerwehr Nümbrecht, Löschgruppe Hömel

## Persönlichkeiten
- Michael Schwarze Bildhauer von 1969 bis 1989 in Hömel

## Bus und Bahnverbindungen

### Bürgerbus
Haltestelle des Bürgerbusses der Gemeinde Nümbrecht
Route: Geringhauser Mühle
- Wirtenbach – Geringhausen – Nippes – Nümbrecht (Busbahnhof)